# Provedroux
Provedroux is een gehucht in de gemeente Vielsalm in de Belgische provincie Luxemburg.
Provedroux ligt in het zuidwesten van de gemeente, vier kilometer ten zuidwesten van het dorpscentrum van Vielsalm. Een kilometer ten oosten van Provedroux mondt de Ronce uit in de Glain.

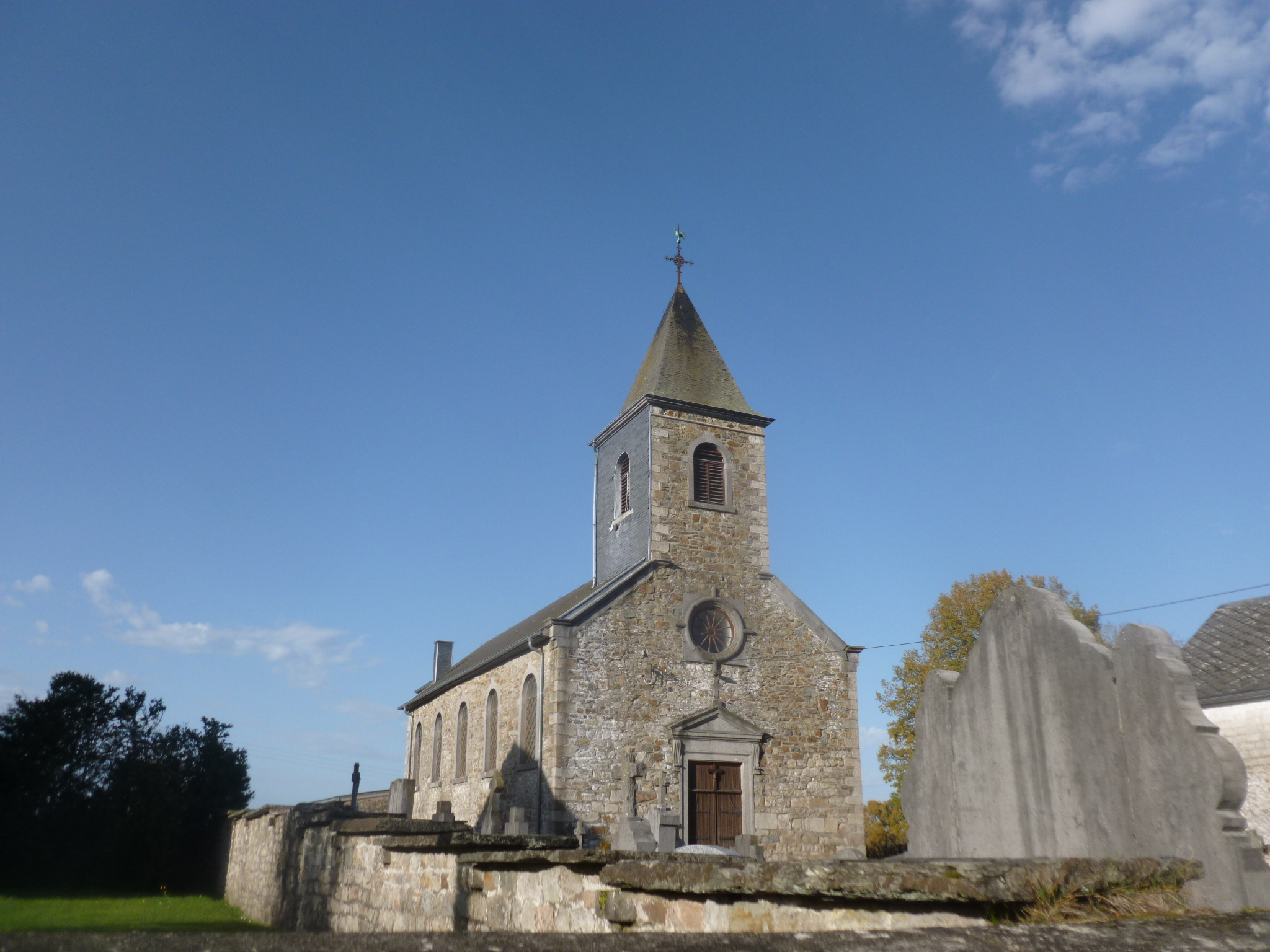
Église Saints-Pierre et Paul

## Geschiedenis
In 1712 werd hier een kapel gesticht door Jean-Julien de Paul. Een kasteel werd hier opgetrokken in de eerste helft van de 18de eeuw door Julien de Paul.
Op de Ferrariskaart uit de jaren 1770 is het dorpje Provedroux weergeven, met Lierneux gelegen in een zuidelijke uitloper van het grondgebied van het het Principauté de Stavelo (Prinsdom Stavelot-Malmedy). De Ronce in het zuiden en de Glain in het oosten vormden er de grens met het Hertogdom Luxemburg.
Op het eind van het ancien régime, toen tijdens de Franse bezetting de gemeente werden gecreëerd, werd Provedroux ondergebracht in de gemeente Lierneux. Het gehucht lag in het uiterste zuidoosten van deze gemeente, acht kilometer van het dorpscentrum van Lierneux.
Op de Atlas der Buurtwegen uit 1841 en de Vandermaelenkaart uit het midden van de 19de eeuw staat de plaats vermeld als het gehucht Provedroux. De kapel werd in 1849 tot parochiekerk verheven, en in 1853 werd de kerk herbouwd.
Bij de gemeentelijke fusies van 1977 werd een zuidoostelijk stuk grondgebied van de gemeente Lierneux in de provincie Luik overgeheveld naar de gemeente Vielsalm in de provincie Luxemburg. Provedroux verhuisde samen met het gehucht Joubiéval van de gemeente Lierneux naar buurgemeente Vielsalm.

## Bezienswaardigheden
- De Église Saints-Pierre et Paul
- De Château-ferme Flamang of kasteel van Provedroux, een kasteelhoeve uit de eerste helft van de 18de eeuw, in 1976 beschermd als monument; de omgeving werd beschermd als landschap.
- De Ferme Gesnot een hoeve uit de 18de eeuw, in 1980 beschermd als monument

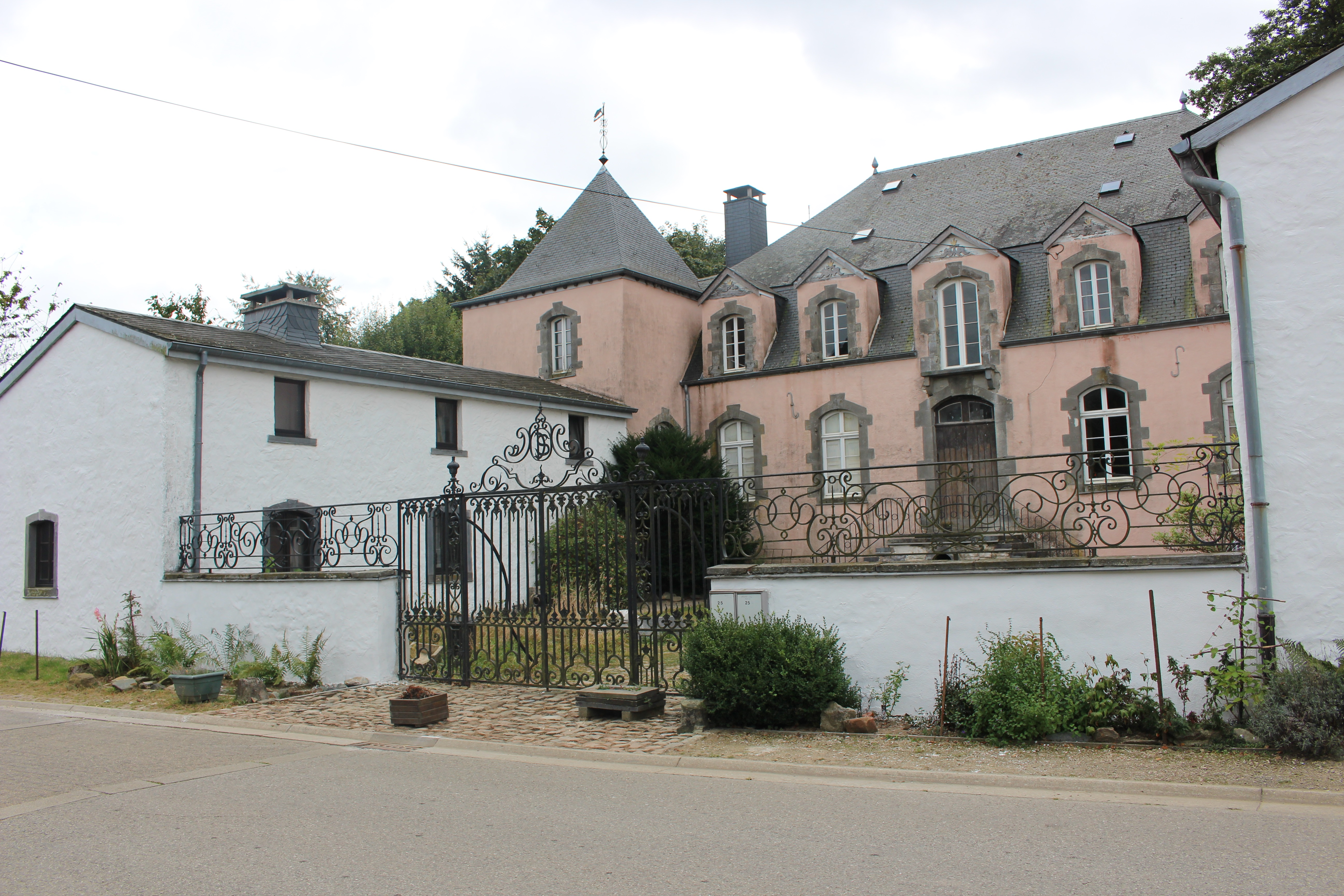
Château-ferme Flamang
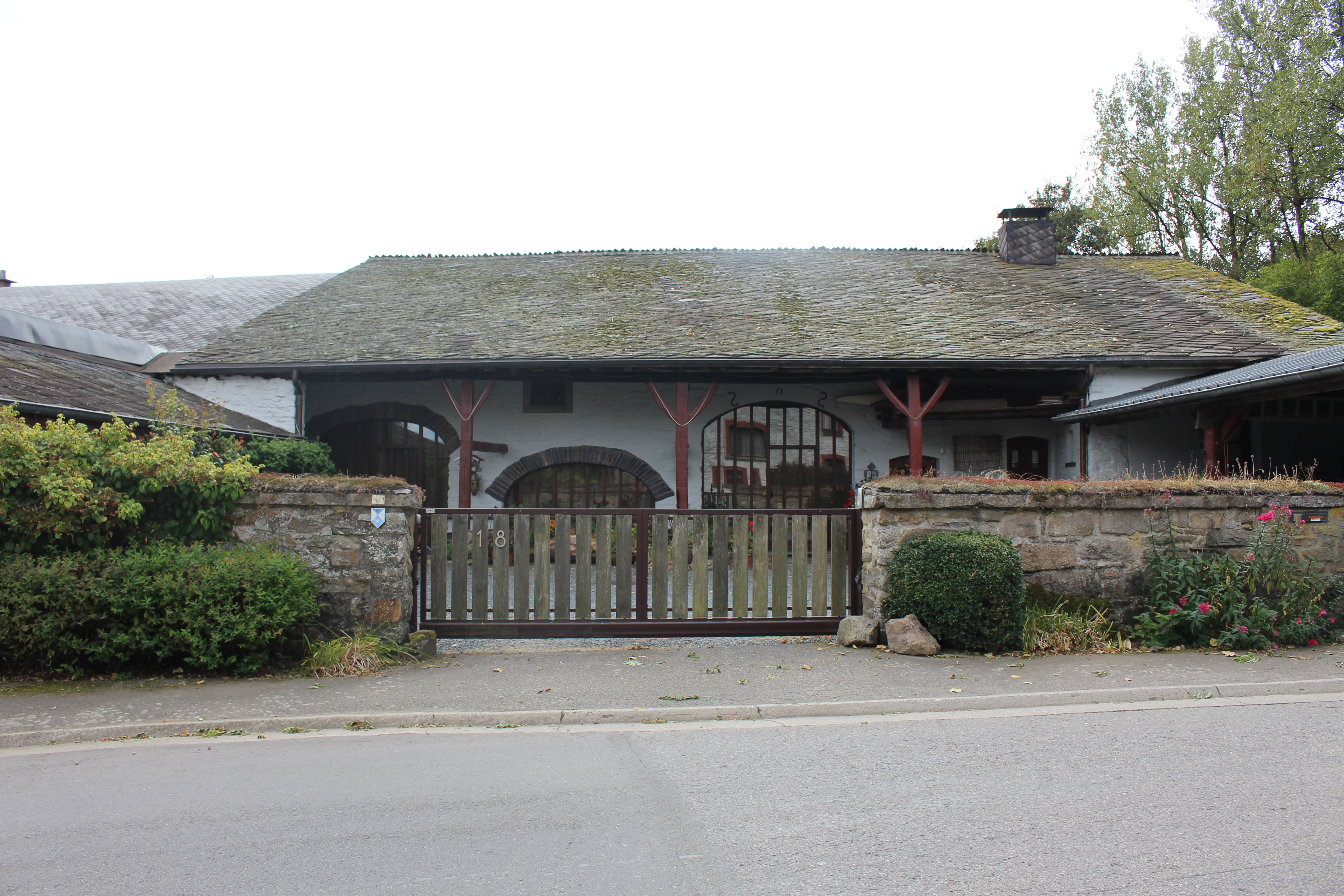
Ferme Gesnot

## Verkeer en vervoer
Ten oosten van Provedroux loopt de gewestweg N68 langs de Glain tussen Salmchâteau en de grens met het Groothertogdom Luxemburg.
Deelgemeenten: Bihain · Grand-Halleux · Petit-Thier · Vielsalm

Overige dorpen: Bêche · Burtonville · Cahay · Commanster · La Comté · Dairomont · Ennal · Farnières · Fraiture · Goronne· Hébronval · Joubiéval · Neuville · Ottré · Petit-Halleux · Petit-Tailles · Provedroux · Regné · Rencheux · Salmchâteau · Ville-du-Bois 

Belgische gemeenten · Arrondissement Bastenaken · Luxemburg · Wallonië